# 23:59
23:59 è un album in studio del gruppo musicale Veni Domine, pubblicato nel 2006 dalla MCM Music.

## Tracce
1. Like I'm Crucified – 3:49
2. Shine – 4:40
3. Patience, Receive – 5:48
4. Electrical Heaven – 3:41
5. Valley of the Visions – 6:01
6. Living Sequence – 4:37
7. Burdens – 5:49
8. Die Another Day – 4:52
9. Brothers – 4:37
10. Hyper Sober Nature – 3:13
11. The Frozen – 4:41

## Formazione
- Fredrik Sjöholm – voce
- Torbjörn Weinesjö – chitarra
- Gabriel Ingemarson – basso
- Thomas Weinesjö – batteria
- Mats Lidbrandt – tastiera